# Тоња (Алба)
Тоња (рум. Tonea) насеље је у Румунији у округу Алба у општини Сасчори. Oпштина се налази на надморској висини од 909 m.

## Становништво
Према подацима из 2002. године у насељу је живело 294 становника, од којих су сви румунске националности.